# FC Dornbirn 1913
Fußballclub Dornbirn 1913 w skrócie FC Dornbirn 1913 – austriacki klub piłkarski, grający w trzeciej lidze austriackiej, mający siedzibę w mieście Dornbirn.

## Historia
Klub został założony w 1913 roku. W sezonach 1960/1961, 1963/1964 i 1969/1970 klub występował w rozgrywkach pierwszej ligi.

## Historia występów w pierwszej lidze
| Sezon     | Pozycja      | M  | Pkt. | Z | R | P  | GZ | GS  |
| --------- | ------------ | -- | ---- | - | - | -- | -- | --- |
| 1960/1961 | 14. (spadek) | 26 | 10   | 3 | 4 | 19 | 37 | 101 |
| 1963/1964 | 14. (spadek) | 26 | 13   | 4 | 5 | 17 | 31 | 59  |
| 1969/1970 | 16. (spadek) | 30 | 17   | 4 | 9 | 17 | 23 | 63  |

## Stadion
Domowe mecze klub rozgrywa na stadionie o nazwie Stadion Birkenwiese, położonym w mieście Dornbirn. Stadion może pomieścić 12000 widzów.

## Skład na sezon 2019/2020
| Nr | Poz. | Piłkarz          |
| -- | ---- | ---------------- |
| 1  | BR   | Lucas Bundschuh  |
| 3  | OB   | Andreas Malin    |
| 4  | OB   | Marc Kühne       |
| 5  | OB   | Leonardo Zottele |
| 6  | PO   | August Rusch     |
| 7  | PO   | Egzon Shabani    |
| 8  | NA   | Lukas Fridrikas  |
| 9  | PO   | Alexander Huber  |
| 10 | PO   | Franco Joppi     |
| 11 | OB   | Florian Prirsch  |
| 12 | NA   | Edin Ibrisimovic |
| 14 | NA   | Maurice Mathis   |

| Nr | Poz. | Piłkarz                          |
| -- | ---- | -------------------------------- |
| 15 | OB   | Timo Friedrich                   |
| 17 | PO   | Aaron Kircher                    |
| 19 | PO   | Güney Akcicek                    |
| 20 | NA   | Elvir Hadzic                     |
| 21 | NA   | Anes Omerovic                    |
| 22 | PO   | Felix Gurschler                  |
| 23 | BR   | Maximilian Lang                  |
| 25 | OB   | Lukas Allgäuer                   |
| 27 | PO   | Madiu Bari (wypożyczony z Lazio) |
| 28 | PO   | Christoph Domig                  |
| 32 | NA   | Deniz Mujic                      |

## Reprezentanci kraju grający w klubie
Stan na luty 2020
| - Hans Buzek - Martin Gisinger - Kurt Leitner - Patrick Pircher - Friedrich Rafreider | - Alfred Schrottenbaum - Helmut Siber - Andreas Malin - Andreas Wagenhaus |